# Desafiament a Little Tokyo
Desafiament a Little Tokyo (títol original: Showdown in Little Tokyo) és una pel·lícula estatunidenca dirigida per Mark L. Lester, estrenada l'any 1991. Ha estat doblada al català. La curta durada del film és deguda a nombrosos talls en el muntatge, com a conseqüència dels dolents resultats de la preestrena.

## Argument
Dos inspectors del LAPD, Kenner i Murata, investiguen sobre el nou oyabun dels Yakuzas de Little Tokyo, el barri japonès de Los Angeles. Kenner i el seu company japoneso-americà són experts en arts marcials.

## Repartiment
- Dolph Lundgren: Chris Kenner
- Brandon Lee: Johnny Murata
- Tia Carrere: Minako Okeya
- Cary-Hiroyuki Tagawa: Yoshida
- Toshishiro Obata: Sato
- Renee Allman: Angel Mueller
- Gerald Okamura: Hagata